# Troupeau Bleu
Albums de Cortex
Vol. 2
(1977)
Troupeau Bleu est le premier album du groupe de jazz-funk français Cortex dirigé par le pianiste et compositeur Alain Mion, publié en 1975.

## Liste des titres
Paroles et musiques d'Alain Mion sauf indications contraires.
| No  | Titre                     | Auteur                                  | Durée |
| --- | ------------------------- | --------------------------------------- | ----- |
| 1.  | La Rue                    | Alain Mion & Alain Gandolfi             | 4:23  |
| 2.  | Automne (Colchiques)      | Jacqueline Debatte - Francine Cockenpot | 2:35  |
| 3.  | L'Enfant samba            |                                         | 3:00  |
| 4.  | Troupeau bleu             |                                         | 5:00  |
| 5.  | Prélude à « Go Round »    |                                         | 3:52  |
| 6.  | Go Round                  |                                         | 1:20  |
| 7.  | Chanson d'un jour d'hiver |                                         | 5:20  |
| 8.  | Mary et Jeff              |                                         | 2:40  |
| 9.  | Huit octobre 1971         |                                         | 4:22  |
| 10. | Sabbat (1re partie)       |                                         | 1:00  |
| 11. | Sabbat (2e partie)        |                                         | 3:15  |
| 12. | Sabbat (3e partie)        |                                         | 0:26  |
| 13. | Madbass                   |                                         | 2:50  |

## Éditions CD et vinyles
L'album a été réédité plusieurs fois : en 1999, en 2008 (avec titres bonus), au début de l'année 2013 (nouvelle édition vinyle fidèle à l'originale), puis fin 2013 est parue une édition vinyle « deluxe ».
Plusieurs titres de cet album ont été samplés par des vedettes américaines du hip-hop, comme MF Doom,  Jaylib, Fat Joe, Wiz Khalifa, Royce Da 5'9" fearuring Loren W. Oden, Curren$y, Tyler, The Creator,. Un sample du Prélude à Go Round se trouve notamment sur l'album God Forgives, I Don't de Rick Ross, élu disque d'or aux États-Unis d'Amérique.

## Musiciens
- Alain Mion : piano, voix
- Mireille Dalbray : voix et chant
- Jean Grevet : basse
- Alain Gandolfi : batterie, voix
- Alain Labib : saxophone alto
- Jean-Claude d'Agostini : guitare
- Jo Pucheu : percussions

## Production
- Arrangements : Alain Mion
- Prise de son : Guy Boyer